# CaliforniaX
CaliforniaX ist eine Software für Ausschreibung, Vergabe und Abrechnung (AVA) im Bauwesen des Münchener Softwareherstellers G&W Software AG aus München.
Die Anwendenden kommen aus Bereichen Planungsbüros (Architektur - und Ingenieurbüros), Versorgungs- und Entsorgungsunternehmen (Kläranlagen und Kanalbau), Bauämter und kommunale Eigenbetriebe und Bauabteilungen von Unternehmen.

## Geschichte
Im Jahr 1978 startete der Gründer Grütter mit der Entwicklung eines Programms für Olivetti, das zur Erstellung von Leistungsverzeichnissen diente. Später erfolgte der Wechsel von MS-DOS zu Windows. Das Programm trug damals die Namen California 3000 und California classic. Die unmittelbare Vorgängerversion wurde unter dem Namen California.pro geführt.
Auf der Baufachmesse BAU 2023 wurde erstmals die neue Softwaregeneration namens CaliforniaX präsentiert.

## Produktbeschreibung
CaliforniaX bietet Unterstützung bei der Kostenschätzung, der Erstellung von Leistungsverzeichnissen, der Kostenberechnung, der Ausschreibung, der Angebotsprüfung, der E-Vergabe, der Abrechnung, der Kostenkontrolle, dem Baukostenmanagement sowie der
Kostenfeststellung. Das System erweitert den klassischen AVA-Ansatz zur Erstellung von Bauleistungsverzeichnissen sowie deren Vergabe und Abrechnung, indem es auch die frühen Planungsphasen wie Kostenschätzung, Kostenberechnung und Kostendokumentation einbezieht, beispielsweise gemäß der in der HOAI vorgeschriebenen DIN 276. Die Software begleitet den gesamten Prozess von der Festlegung des Kostenrahmens bis hin zur abschließenden Kostenfeststellung und Dokumentation der abgeschlossenen Baumaßnahme (HOAI-Phasen 1–9).
Mit der Veröffentlichung des Moduls BIM2AVA reagierte der Softwarehersteller auf den Stufenplan zur Einführung von Building Information Modeling (BIM) in Deutschland und ermöglicht so die modellorientierte Kostenplanung mit einem kaufmännischen Bauwerksmodell. Mit dem Modul kann das CAD-3D-Modell mit Kostenplanung und Ausschreibung verknüpft werden. Ein Raum- und Gebäudebuch erlaubt granulares Arbeiten.

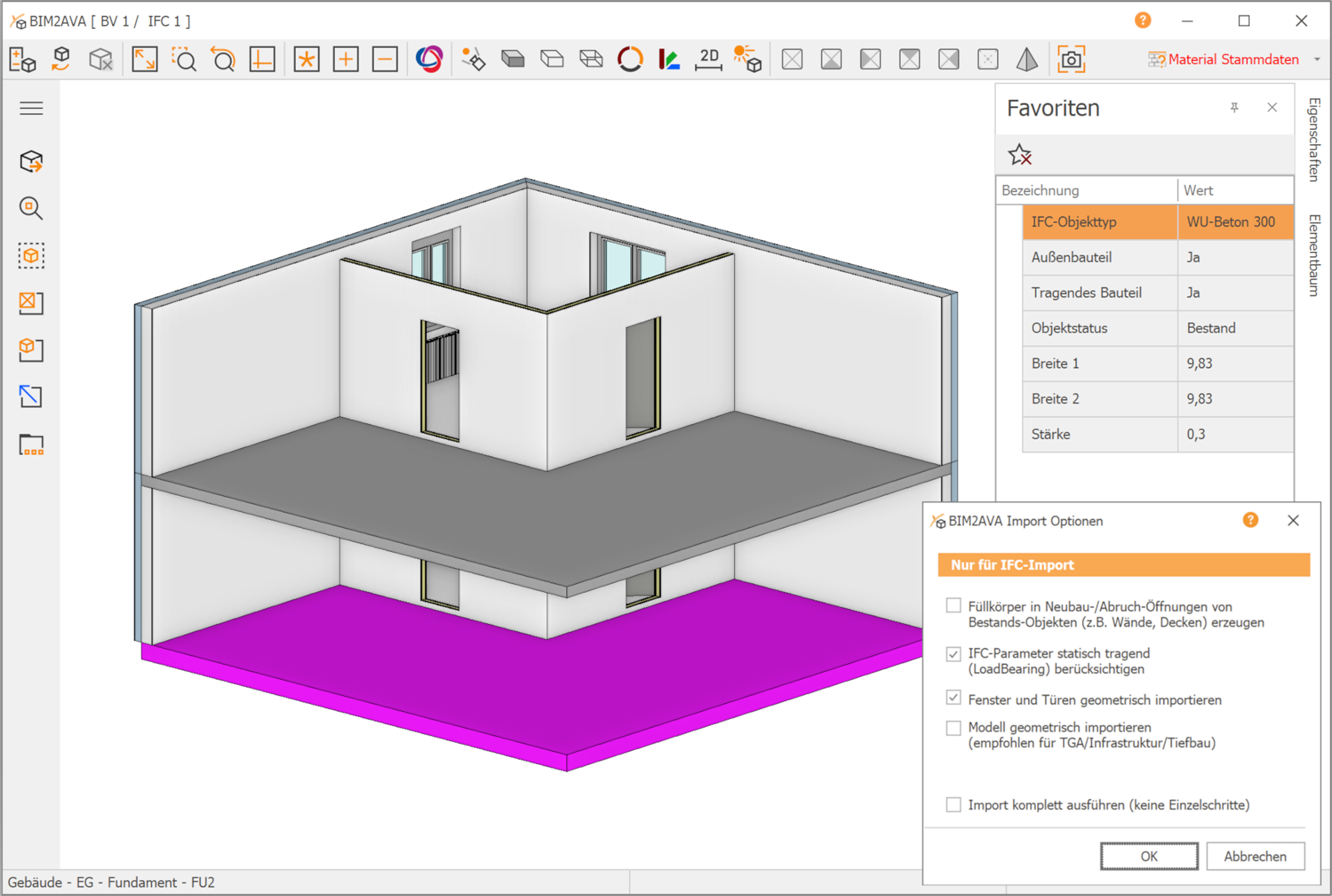
Bauwerk und Import mit CaliforniaX

Mit der Einführung des Moduls BIM2AVA reagierte der Softwarehersteller auf den Stufenplan zur Implementierung von Building Information Modeling (BIM) in Deutschland. Dieses Modul ermöglicht eine modellbasierte Kostenplanung mithilfe eines kaufmännischen Bauwerksmodells. Es erlaubt die Verknüpfung des CAD-3D-Modells mit der Kostenplanung und Ausschreibung. Zudem bietet ein Raum- und Gebäudebuch die Möglichkeit für ein detailliertes und präzises Arbeiten.
Eine XML-Schnittstelle zu ERP-Systemen wie SAP, Schleupen.CS, Navision und weiteren ermöglicht die nahtlose Integration in die IT-Infrastruktur der Energie- und Wasserwirtschaft. California kann zudem in der Cloud genutzt werden, wofür das Angebot AVA4CLOUD bereitsteht. Dadurch ist ein weltweiter Zugriff auf das Programm über einen aktuellen Webbrowser möglich.
Die Lizenzierung basiert auf der Anzahl der gleichzeitigen Benutzer und ist in den Editionen Small Business, Business und Enterprise erhältlich. Viele Funktionen sind als separate Module erhältlich und können nach Bedarf ergänzt werden.

## Datenaustausch
- Für Deutschland: GAEB 1990, GAEB 2000 und GAEB DA XML 3.1 und 3.2[12]
- Für Österreich: ÖNORM B2063 und A2063
- Elektronische Mengenübertragung nach DA11 (1979 und 2009), X31
- IFC – Schnittstelle für den Datenaustausch im BIM Prozess
- Bidirektionale Excel-Schnittstelle[13]
- CPIXML – Schnittstelle für Infrastrukturplanung
- Outlook – Anbindung
- ERP-Schnittstelle
- E-Vergabe-Anbindung

## Zugriff auf Ausschreibungstexte und Kostendaten
- STLB-Bau Dynamische Baudaten
- DBD Dynamische BauDaten
- STLK – Texte zur Beschreibung von Standardleistungen im Straßen- und Brücken- und Wasserbau
- SIRADOS Baudaten
- Heinze online
- Datanorm
- Baupreisindex
- ÖNORM Standardisierte Leistungsbeschreibung (LB)